# آنتونی اس. فاوچی
آنتونی اس. فَاوْچی (انگلیسی: Anthony S. Fauci;  ‎/ˈfaʊtʃi/‎؛ زادهٔ ۲۴ دسامبر ۱۹۴۰) یک پزشک و دانشمند آمریکایی ایتالیایی‌تبار در زمینه ایمنی‌شناسی است. وی از سال ۱۹۸۴ تا کنون ریاست مؤسسه ملی آلرژی و بیماری‌های عفونی را بر عهده دارد. همچنین او پس از وقوع دنیاگیری کروناویروس به عنوان یکی از اعضای اصلی کارگروه کروناویروس کاخ سفید انتخاب شده‌است. او به عنوان یکی از محبوب‌ترین و مورد اعتمادترین چهره‌های علمی و پزشکی در آمریکا شناخته می‌شود. از دوران ریاست جمهوری رونالد ریگان او همواره به عنوان یکی از مشاورین ارشد تمامی رؤسای جمهور ایالات متحده مطرح بوده‌است و در سال ۲۰۰۸ بالاترین نشان غیرنظامی ایالات متحده یعنی نشان افتخار آزادی رئیس‌جمهوری را از جرج دابلیو بوش دریافت کرد.
او چه به عنوان یک دانشمند و چه به‌عنوان رئیس مؤسسه ملی آلرژی و بیماری‌های عفونی، مشارکت‌های برجسته‌ای در زمینهٔ پژوهش‌های اچ‌آی‌وی/ایدز و سایر بیماری‌های نقص ایمنی و بیماری‌های عفونی و مسری دارد. وی چندین روش درمانی برای بیماری‌های پلی‌آرتریت ندوزا، گرانولوماتوز وگنر و گرانولوماتوز لنمفوماتوئید ارائه کرده‌است.
وی عضو آکادمی ملی علوم، فرهنگستان هنر و علوم آمریکا و مجمع فیلسوفان آمریکا و یکی از ویراستاران اصول طب داخلی هاریسون است و بیش از ۱۰۰۰ نوشتار و مقاله علمی (از جمله چندین کتاب جامع) دارد.
او تاکنون برندهٔ جوایز گوناگونی همچون نشان افتخار آزادی رئیس‌جمهوری، نشان ملی علوم، جایزه مرکز پزشکی آلبانی، جایزه لسکر، جایزه مکسوِل فنلاند، جایزه ارنست یونگ و جایزه رابرت کُخ شده‌است.